# Friedrich Heinrich von Strombeck
Friedrich Heinrich von Strombeck (* 2. Oktober 1773 in Braunschweig; † 30. März 1832) war ein deutscher Jurist und Autor. Er war preußischer Geheimer Oberlandesgerichtsrat und galt als Experte für den während der Napoleonischen Besatzung eingeführten Code Napoléon.

## Leben
Von Strombeck stammte aus der adligen Braunschweiger Familie. Seine Eltern waren Christoph Georg von Strombeck (1729–1801), der Besitzungen in Großtwülpstedt und Großsisbeck hatte, und dessen Gemahlin Christiane Henriette Luise (geborene Häseler, 1746–1807), die Schwester des Mathematikers Johann Friedrich Ludwig Häseler. Sein älterer Bruder Friedrich Karl von Strombeck war ebenfalls ein bekannter Jurist. Strombeck besuchte das Collegium Carolinum in Braunschweig und die Universität Helmstedt, bewirtschaftete das Familiengut und trat 1798 in preußische Dienste als Jurist. 1801 wurde er Justizrat in Posen, verlor aber 1806 seinen Posten nach dem Einmarsch der Franzosen, die auch sein Haus und Gut plünderten. Zurückgekehrt war er zunächst Richter des Königreichs Westphalen in Helmstedt und begann sich auf das neu eingeführte französische Zivilrecht (Code civil) zu spezialisieren, worüber er ab 1810 ein dreibändiges Handbuch veröffentlichte. Er wurde Tribunalrichter in Celle und nach Abzug der Franzosen 1814 Oberlandesgerichtsrat in Halberstadt. Ab 1820 war er Mitglied der Zivilgesetz-Kommission in Berlin, worauf er zum Geheimen Justizrat ernannt wurde. Eine erhoffte Beförderung blieb aber aus, er verfiel in Depressionen, und 1831 ließ er sich in den Ruhestand versetzen. Bald darauf erkrankte er und starb.

## Schriften (Auswahl)
- Handbuch des westfälischen Civilprocesses. 3 Teile, Hahn Hannover 1810 bis 1812.
- Friedrich Heinrich von Strombeck’s kleine juristische Abhandlungen Ein Anhang zu dem Handbuche des westfälischen Civilprocesses. Hahn, Hannover 1811.
- Rechtswissenschaft der Gesetzgebung Napoleons etc. 2 Bände, Vieweg Braunschweig 1811, 1813.